# Lidia Babiuch
Lidia Krystyna Babiuch (ur. 14 stycznia 1925 w Zagórzu) – polska lekarka chorób zakaźnych, profesor nauk medycznych, organizatorka pierwszej w Polsce kliniki dla chorych na AIDS, żona premiera PRL Edwarda Babiucha.

## Życiorys
Przed wybuchem II wojny światowej rozpoczęła naukę w sosnowieckim gimnazjum. W 1943 została aresztowana przez gestapo i do zakończenia wojny przebywała w obozie koncentracyjnym w Ravensbrück. Po zakończeniu wojny powróciła do kraju, gdzie zdała maturę. W 1955 r. ukończyła studia w Akademii Medycznej w Odessie.

### Praca zawodowa i naukowa
W latach 1955–1958 jako epidemiolożka pracowała w Stacji Sanitarno-Epidemiologicznej w Warszawie. Następnie jako asystentka, a od 1959 do 1968 starsza asystentka pracowała na Oddziale Obserwacyjnym w Szpitalu Zakaźnym nr 1. Była asystentką w Akademii Medycznej w Warszawie, w latach 1968–1976 adiunktem Kliniki Chorób Zakaźnych, następnie od 1976 do 1993 kierowniczką Kliniki Hepatologii Zakaźnej. W 1986 Ministerstwo Zdrowia ową klinikę wyznaczyło do nadzoru nad zakażonymi wirusem HIV, a w 1991 została ona przekształcona w Klinikę Nabytych Niedoborów Immunologicznych, która zajmuje się wyłącznie leczeniem chorych na AIDS i obserwacją zakażonych wirusem HIV. Lidia Babiuch kierowała kliniką do 1995. Od 1976 była również zastępczynią dyrektora, a od 1978 do 1986 Dyrektorem Instytutu Chorób Zakaźnych i Pasożytniczych.
W 1972 uzyskała stopień doktora nauk medycznych, a w 1977 habilitowała się. W 1990 roku nadano jej tytuł profesora nauk medycznych.
Profesor n. med. Lidia Babiuch odbyła staże naukowe i szkolenia w Związku Radzieckim, Holandii, Belgii, Austrii (w WHO, 1976), Niemczech Zachodnich (w Klinikach Chorób Zakaźnych, 1976), Szwecji (1991), Wielkiej Brytanii (1992) i Stanach Zjednoczonych (1995).
Była członkinią Związku Bojowników o Wolność i Demokrację.

## Życie prywatne
Była żoną Edwarda Babiucha (1927–2021), polityka, posła na Sejm PRL, zastępcy przewodniczącego Rady Państwa, premiera w 1980. Miała z nim córki.

## Publikacje
Jest autorką artykułów opublikowanych w naukowych czasopismach oraz autorką i współautorką publikacji książkowych, m.in.:
- Znaczenie kliniczne eliminacji bromosulfoftaleiny z moczem w chorobach wątroby (1972),
- Etiopatogeneza oraz immunosupresyjne i immunostymulacyjne leczenie przewlekłego zapalenia wątroby (1977),
- Choroby wewnętrzne. Tom 2 (1995, współautorka, praca pod redakcją Andrzeja Wojtczaka)[6],
- AIDS – nowe wyzwanie, stare problemy. Zaburzenia psychiczne związane z AIDS (1992, współautorka, praca pod redakcją Tadeusza Nasierowskiego i Haliny Matsumoto)[7].

## Nagrody i wyróżnienia
- Czerwona Kokardka (1996)[8]
- Nagroda Rektora AM w Warszawie
- Nagroda specjalna Ministra Zdrowia i Opieki Społecznej za pracę nad AIDS[2]